# 湖西線
湖西線（日语：／ Kosei sen */?）是一條連結京都府京都市山科區的山科站，途經琵琶湖西岸至滋賀縣長濱市的近江鹽津站，屬於西日本旅客鐵道（JR西日本）的鐵路線（幹線）。
在国土交通省铁道局监修的《铁道要览》中，该线路被记载为 "近江盐津 - 山科"，起点为近江盐津站，终点为山科站，但在 JR 西日本出版的"データで見るJR西日本"中，则以 "湖西线 山科 - 近江盐津"记载、
商业售卖的时刻表会记载为 "北陆本线・湖西线 下行  大阪・米原-  金泽"（湖西线段的车站按山科站至近江盐津站的顺序排列）和 "北陆本线・湖西线 上行  金泽 - 米原・大阪"（湖西线路段的车站按近江盐津站至山科站的顺序排列）。
在本节中，按照时刻表的说明方式，"山科站 → 近江盐津站 " 为 "下行"，"近江盐津站 → 山科站 "为 "上行"。说明方向是从近江盐津站到山科站，但提及日本国有铁道时代的事件和部分路段除外；北陆本线等相关线路的方向也是一致采用这个方法描述的。

## 概要
因為經過琵琶湖西岸地區而命名為湖西線。
由于距离比琵琶湖东岸的琵琶湖线（东海道本线和北陆本线）短，所需时间也更短，连接北陆新干线和关西地区的“雷鸟”特急列车 以及连接北海道日本海一侧各地、东北地区和北陆信越地区与西日本等地的日本货物铁道（JR 货运）的货物列车也会在这条线路上运行。该线路还主要通过新快速列车与 JR京都线和 JR神户线直接相连，是通往京阪神地区的通勤和通学的重要线路。
该线路的起点是近江盐津站，终点是山科站，但从到达山科站并出发的所有列车都直通进入东海道本线（也就是琵琶湖线的部分），并且会前往一站之外的京都站。 有些列车还会从近江盐津站进入北陆本线，前往两站外的敦贺站（福井县敦贺市），敦贺站也与北陆新干线相连。
该线路是 JR 西日本都市网络的一部分。 所有路段都隶属于 JR 西日本近畿地区总部管辖，同时也分别被纳入《旅客运行规则》规定的大都市近郊区间的 "大阪近郊区间"和 "ICOCA"IC卡区域。 线路符号为 。
本线，與北陸本線、Hapi-line Fukui线、IR石川铁道线、爱之风富山铁道线、越后心动铁道日本海翡翠线和東日本旅客鐵道（JR東日本）信越本線、羽越本線、奥羽本線構成日本海縱貫線。
連結大阪和北陸地方的特急列車，連結西日本日本海側各地和北海道的日本貨物鐵道（JR貨物）貨物列車皆經過本路線，較經琵琶湖線到米原車站再轉進北陸本線省下約20公里路程。沿線亦是往京阪神方向的通勤、通學路線。
该线路在沿线自然条件比较特别的一点是，线路经过的比良山脉东麓，会刮着被称为 "比良颪"的地方性大风，因此这条线路会暴露在大风中，每年有 20 多天会出现列车降速运行、取消列车或特急列车改道至琵琶湖线绕行的情况。过去，也曾发生过减速时翻车坠落事故以及停车时翻车事故。 因此，JR 西日本在线路的山侧设置了防风栅栏，以减缓强风带来的灾害。
2016年12月20日，執政的自由民主黨敲定北陸新幹線敦賀車站以西至新大阪車站採用「小濱、京都路線」，因此JR西日本有意在此段新幹線完工通車時，將並行的湖西線移交給滋賀縣接管，轉型為第三部門鐵道，但滋賀縣各自治體反對此計劃。
在 日本国有铁道时代确立的日本国铁线路名称中，该线路的起点站是山科站，终点站是近江盐津站，但在 1987 年 4 月 1 日，JR 西日本因日本国有铁道民营分割私有化而接管该线路时，该线路的起点站和终点站与国铁时代相反，起点站是近江盐津站，终点站是山科站。 这是因为在私有化时向运输省提交的 "基本业务计划 "中，将其表述为 "从近江盐津到山科"。
根据本文开头的 "铁路手册 "和上述 "基本项目计划"，铁路线的正式路段和以及运营公里数均以起点站近江盐津站和终点站山科站计算。
但是，在前述的 "データで見るJR西日本" 和 JR 公司出版的 "JR 线路名称公告 "中，山科站是起点站，近江盐津站是终点站，而铁路爱好杂志和书籍则沿用国铁时代的记法，将湖西线记载为 "山科至近江盐津 "或 "从山科站至近江大津站"。 因此，在提交给政府部门的文件中，以及在 JR 西日本出版的小册子和面向大众的书籍中，起点站和终点站都是相反的。

### 路線資料

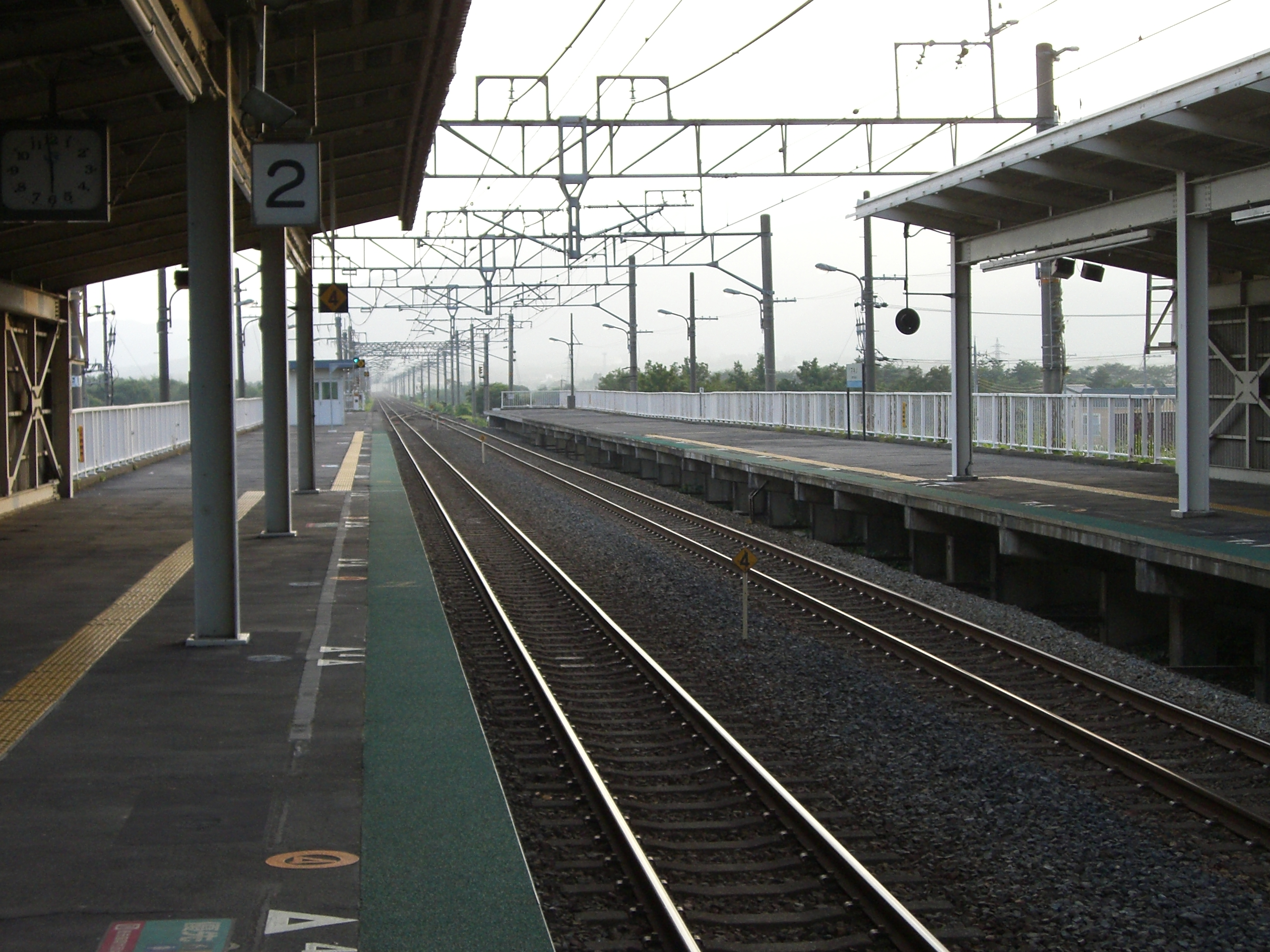
湖西線（攝於牧野車站）

- 管轄（事業類別）：西日本旅客鐵道（第一種鐵道事業者）、日本貨物鐵道（第二種鐵道事業者）
- 路線距離（營業距離）：74.1公里[4]
- 軌距：1,067毫米
- 站數：21個（包括起終點站）[4]
  - 若只限屬於湖西線的車站，排除屬於東海道本線的山科站與屬於北陸本線的近江鹽津站[15]則為19個[16]。
- 複線路段：全線
- 電氣化路段：全線（直流電1,500 V）
- 閉塞方式：自動閉塞式
- 保安裝置（日语：自動列車保安装置）：ATS-P型（據點P方式）[2]與ATS-SW型
- 運轉指令所（日语：運転指令所）：大阪綜合指令所（日语：大阪総合指令所）
- 最高速度：130公里/小時
- IC卡乘车区间：
  - ICOCA区域：全线（全线支持 PiTaPa后付费服务）

## 沿線概況
為設計成行走關西與北陸之間的短途高速鐵道，湖西線上完全沒有平交道，全部區間幾乎都是隧道及高架橋，最小曲線半徑原則上為約1400公尺（有例外），坡度亦在千分之19以下，是高規格的在來線。除了因通過三井寺及白鬚神社範圍（雖然是以隧道形式）的補償爭議外，區外的反對及江若鐵道（後述）的關係亦令路線決定有困難之處；
計劃時因預計東海道本線的容量使用量將到達上限，所以打算由山科 - 片町線長尾車站之間建造一條新線，貨運列車在新設的長尾調車場，特急列車則由尾町線經由片福連絡線進入大阪。為此，山科車站西側須要預留興建支線位置（西側支線因當年國鐵財政惡化而擱置）。
現在雷鳥號等列車，在湖西線上幾乎全線以130km/h行走。還有，在考慮剎車性能後，只能行走120km/h的485系電力動車組「雷鳥」，在沒有平交道的湖西線上，可以將行走速度提高至130km/h。雷鳥號行駛於京都～敦賀之間，不停站直達下行列車約需51分鐘，上行則是53分鐘。
為使成為高速及舒適的鐵道線，由日本國有鐵道（國鐵）時代開始，著手於行駛湖西線的列車381系、221系、四國旅客鐵道（JR四國）8000系進行車速提昇試驗。

## 運行形態
| 種別＼車站名 | ...       | 近江盐津 | …     | 近江今津 | …     | 近江舞子 | 近江舞子 | …     | 堅田  | …     | 京都  | ...       |
| ------------ | --------- | -------- | ----- | -------- | ----- | -------- | -------- | ----- | ----- | ----- | ----- | --------- |
| 特急         | 北陸本線← | 1-2班    | 1-2班 | 1-2班    | 1-2班 | 1-2班    | 1-2班    | 1-2班 | 1-2班 | 1-2班 | 1-2班 | →JR京都線 |
| 新快速       | 北陸本線← | 1班      | 1班   | 1班      | 1班   | 1班      | 1班      | 1班   | 1班   | 1班   | 1班   | →JR京都線 |
| 普通         |           |          |       |          |       |          | 2班      | 2班   | 2班   | 2班   | 2班   |           |
| 普通         |           |          |       |          |       |          |          |       | 1班   |       |       |           |

虽然山科站是该线路的终点站，但所有列车都会直通东海道本线（这段也是琵琶湖线）前往京都站；该线路上也运行有直通至大阪方向的列车，主要是特急列车和新快速列车。 所有特急列车和新快速列车以及一些普通列车也从该线路的起点近江盐津站开往敦贺站。值得注意的是，从京都站没有经由湖西线往返近江盐津站的列车（行驶于湖西线的新快速均往返与敦贺站），往返近江盐津站的新快速列车则经由琵琶湖线的米原站运行。
需要注意的是，直通琵琶湖线列车完全不在湖西线的区间运行，但在山科站和京都站之间的区间会有重叠。 而在山科站，也能见到部分经由琵琶湖线开往近江盐津的新快速班次。

### 特急
特急“雷鸟”列车作为连接关西地区和北陆新干线的优等列车，经由湖西线运行，白天时段不会停靠湖西线内的任何车站，而早晚有部分列车会停靠坚田站和近江今津站，借此作为通勤特急列车和湖西线开往大阪地区的新快速列车的补充。

### 新快速・快速

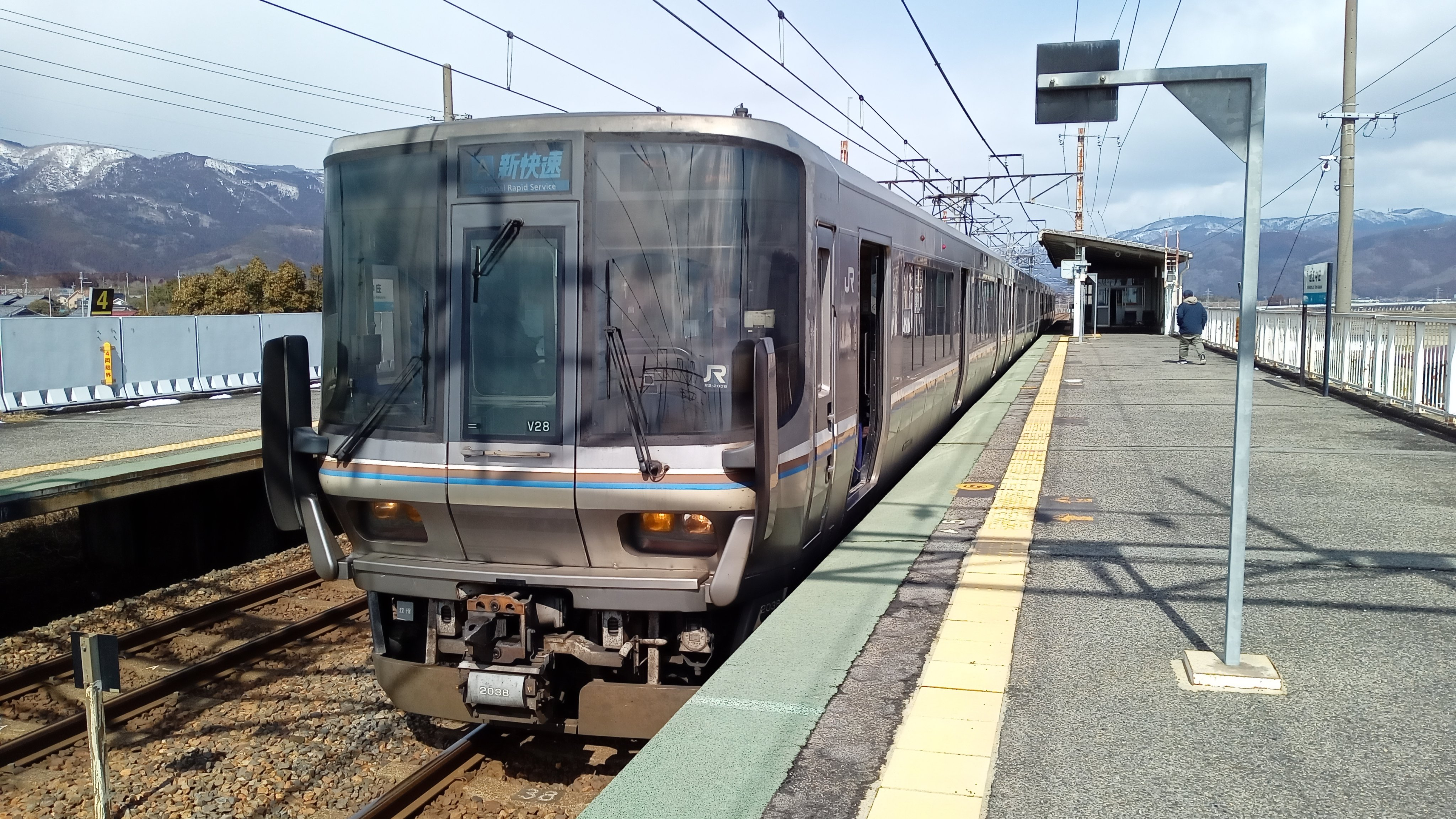
湖西线内的新快速 摄于近江中庄站

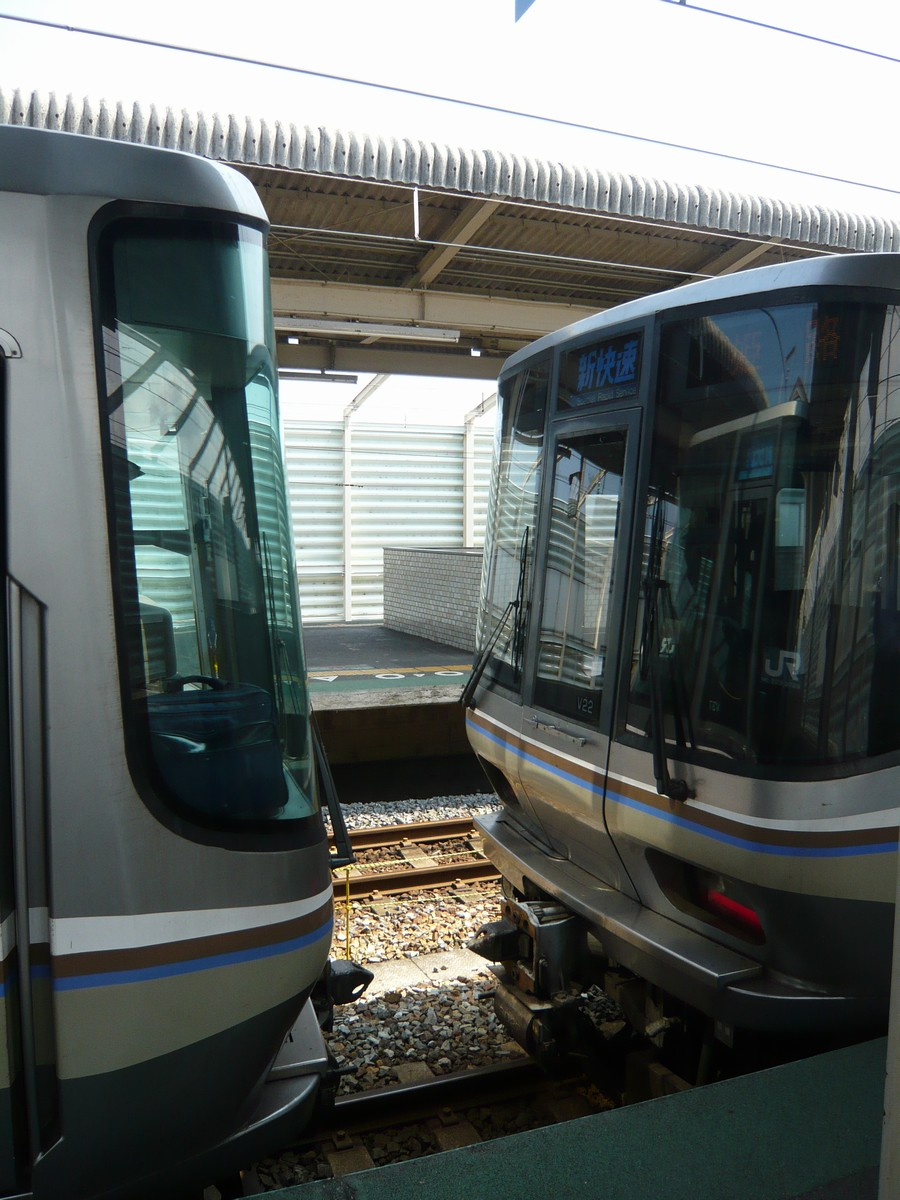
于近江今津站解挂或联结的新快速列车

在该线路上，新快速列车在白天时段每小时运行一次。 该列车在敦贺站至近江舞子站之间的所有车站停靠，并在近江舞子站至山科站之间的坚田站、比叡山坂本站和大津京站停靠。在该线路上，早上的一班上行列车和傍晚的一班下行列车会在本线内变更种别为快速列车，因此会在雄琴温泉站停车。
除了周六和节假日晚上从京都开往敦贺的一列快速列车外，其他列车都直接开往大阪方向。该线新快速列车与普通列车接驳换乘的情况是：除白天时段外，开往近江今津和敦贺方向的列车在大津京站与普通列车可以接驳换乘，开往京都和大阪方向的列车在坚田站可以与普通列车接驳换乘。
白天，由于普通列车数量较少，开往近江今津站的列车在大津京站没有慢车接驳，即使是开往京都和大阪的列车，也是在坚田站始发，列车所在的站台也有所改变。
由于近江盐津站、新疋田站和敦贺站的 4 号站台的有效长度仅为 4 节车厢，因此新快速列车一般会在近江今津站连接和断开8节车厢的编组（早晨时分会有这样一班开往敦贺列车，它的列车编组会在京都站断开，其余编组则经由琵琶湖线开往米原）。

### 普通

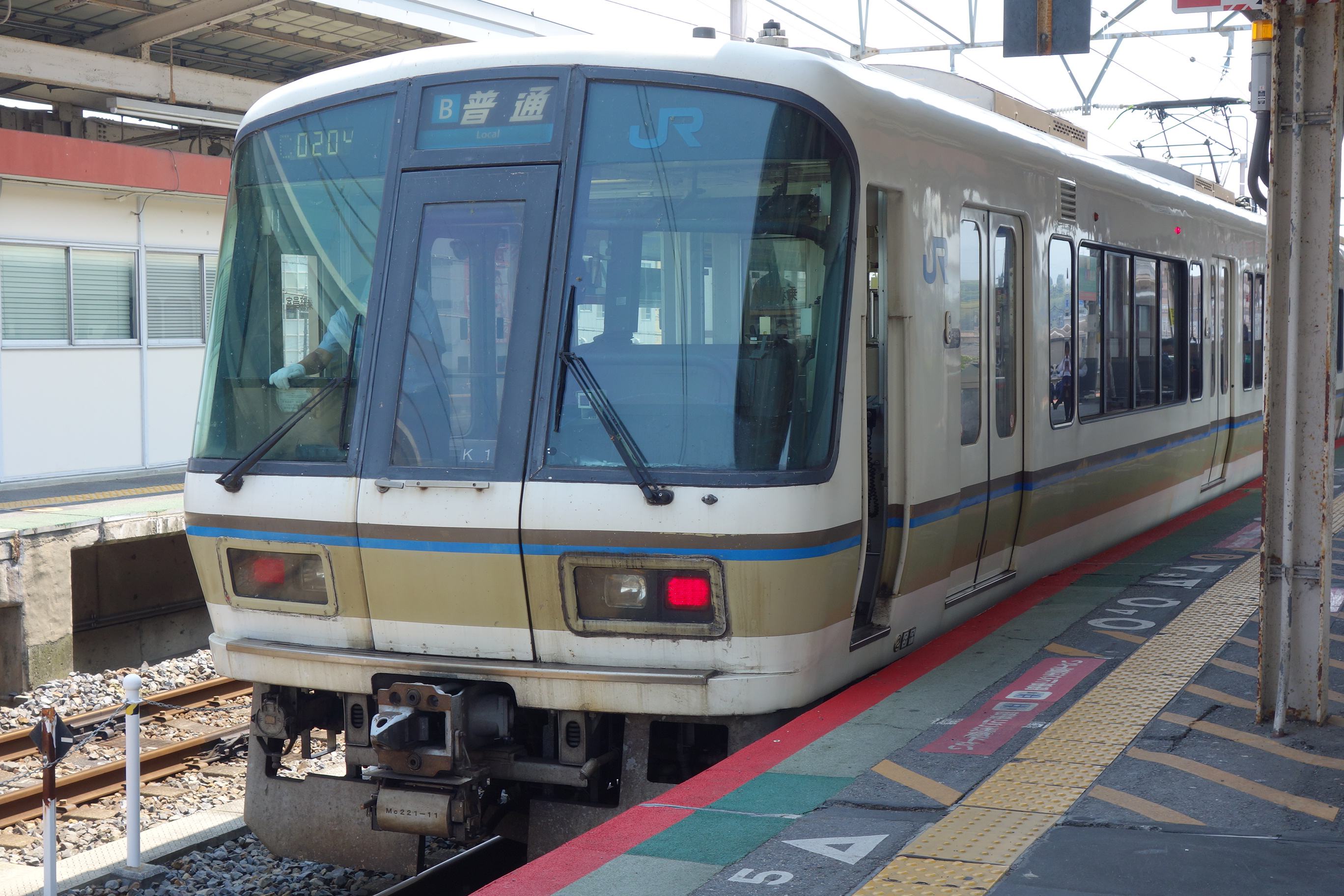
湖西线的普通列车

它在其运行的区域内的所有车站停靠。平日上午有一趟列车开往大阪（自高槻站之后，会变为仅在茨木站和新大阪站停靠的快速列车），但其他列车均在京都站始发或终到。
白天时段，坚田站和京都站之间每小时一班列车，近江舞子站和京都站之间设定有30 分钟为间隔的两班列车，因此坚田站和山科站之间每小时共有三班普通列车。 早上和傍晚，有列车在永原站或近江今津站始发或终到，近江今津到米原站和长滨站到近江今津站的列车各有一班，这些列车会在近江盐津站折返（改变方向），直接连接长滨和米原方向。 自京都站没有来往近江盐津和敦贺的普通列车，所有列车在上行途中都只安排到京都。
大部分列车在京都站 3 号站台始发，也有部分列车在 6-7 号站台始发，然后返回吹田综合车辆站京都分站或上客线。

## 使用車輛
特急列車
电联车
- 681系．683系 - 特急「雷鳥(サンダーバード)」

普通列車（新快速・快速・普通）
由于隶属关系和车辆性能的不同，它们在运营上被分为三大组别：由 221 系和 223 系 6000番台、2500番台 组成的组别，由 223系 1000番台、2000番台 以及 225 系 0番台 、 100番台 组成的组别，以及仅由 521 系组成的组。
- 221系
  - 在221系登场的同时，配属于网干综合车辆所的该型车辆开始在湖西线的新快速列车上运行，在新快速所用列车被 223 系取代后，这些车辆也被用于一些普通列车上，但在 2006 年 10 月的修订中被撤销，因此221 系也有一段时间没有在小西线上运行。 之后，2008 年 3 月 15 日，吹田综合车辆所京都支所的该型列车重新投入湖西线运营。 此外，自 2015 年 3 月 14 日起，配属于网干综合车辆所的六节车厢编组列车重新投入运营，取代了 117 系的六节车厢列车。
  - 截至 2023 年 3 月，在永原站至山科之间的路段上，主要运行的是京都支所的 4节编组列车和 6节编组列车，也有用两列 4节车厢编组列车联结构成的 8节车厢编组的列车。在该车辆所的225系100番台3次车导入之后，也可以见到221系列车与223系的6000番台或2500番台联结运行的编组。
- 223系（1000・2000番台）
  - 1000番台・2000番台
    - 原则上，使用网干综合车辆所的由 8 节编组 + 4 节编组而组成的 12 节编组运行湖西线的所有快速列车和新快速列车；部分普通列车以 4 节编组或 8 节编组用于全线各段（但从山科侧至永原站的列车为 8 节编组，进入近江盐津站和敦贺站的列车仅为 4 节编组）。该车也可与 225-0番台或 100 番台共同运行，因此可以看到混合编组。

  - 2500番台・6000番台
    - 所有列车均隶属于吹田车辆综合所京都支所，从网干综合车辆所及其宫原支所调入的 6000番台列车（4 节车厢和 6 节车厢）从 2021 年起开始在该线运行，而从吹田综合车辆所日根野支所调入的 2500 番台列车（4 节车厢）从 2023 年起作为从山科至永原站的普通列车开始运行。 座位安排为两辆 6000 型和两辆 2500 型。這些列車亦可與 221 系列车共同运行，兩者的性能與 221 系列車相同。 部分列车采用 8 节车厢编组，是由两个 4节车厢编组连接而成的，也有由 6000、2500 和 221 系列车中的两个编组组成的混合编组。
- 225系（0番台）
  - 与属于网干综合车辆所的 223系1000番台 和 223系2000番台 一样，原则上用于湖西线所有的由 8 节 + 4 节编组 构成的12 节编组的快速列车和新快速列车，也用于各区间部分 4 节或 8 节编组的普通列车（但 8 节编组列车仅用于从山科至永原站的区间）。 它们还与 223系1000番台和 223系2000 番台混合编组使用。
- 521系電力動車組
  - 北陆本线和湖西线在交流电区间直流化至敦贺站之际时引入的交直两用列车。在敦贺站・近江盐津站和近江今津站之间，以及舞原站・长浜站 - 近江盐津站 - 近江今津站之间运行的单人运转列车使用，一般由双节车厢编组列车运行。

貨物列車
- EF510形電氣機關車

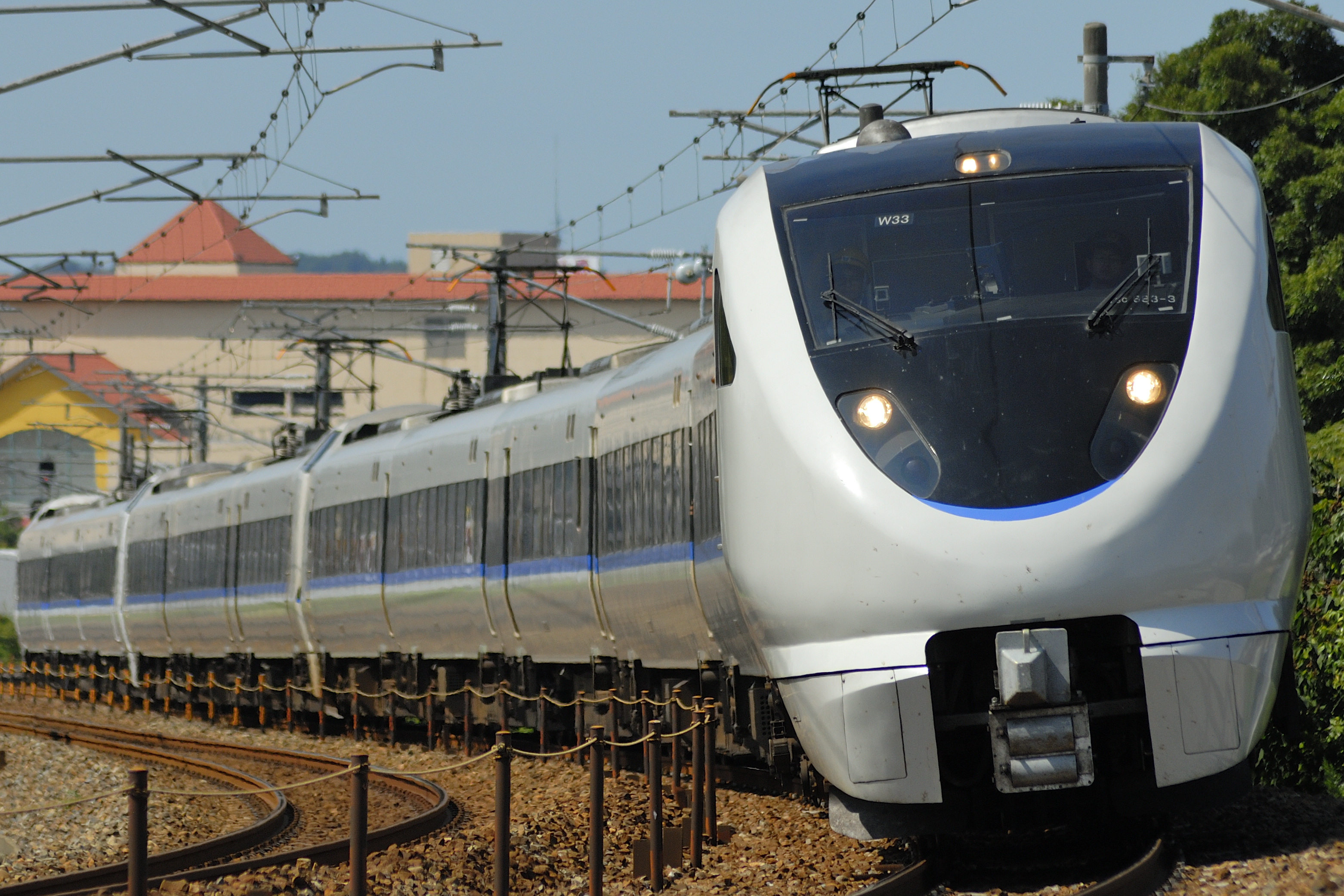
683系
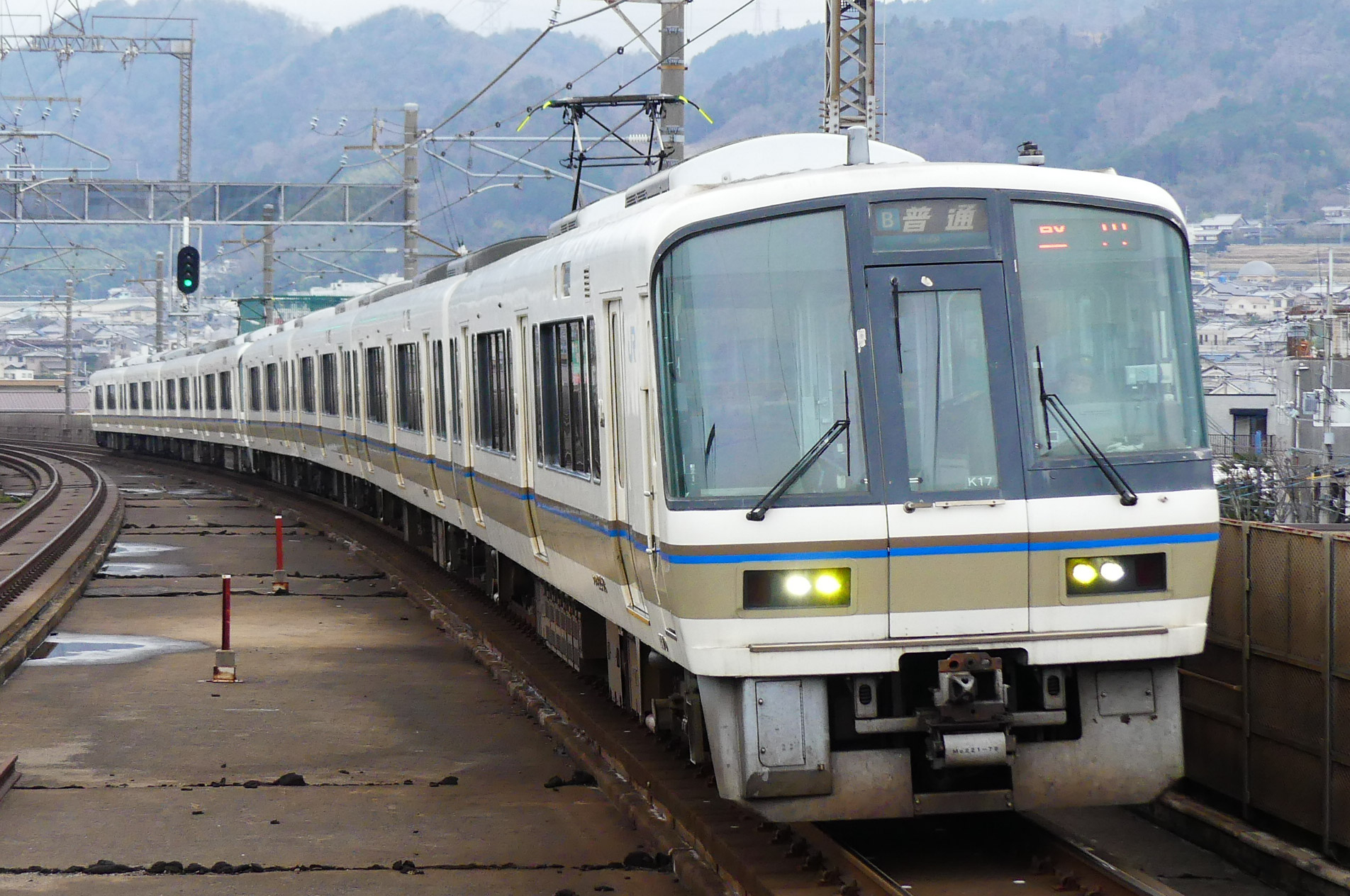
221系
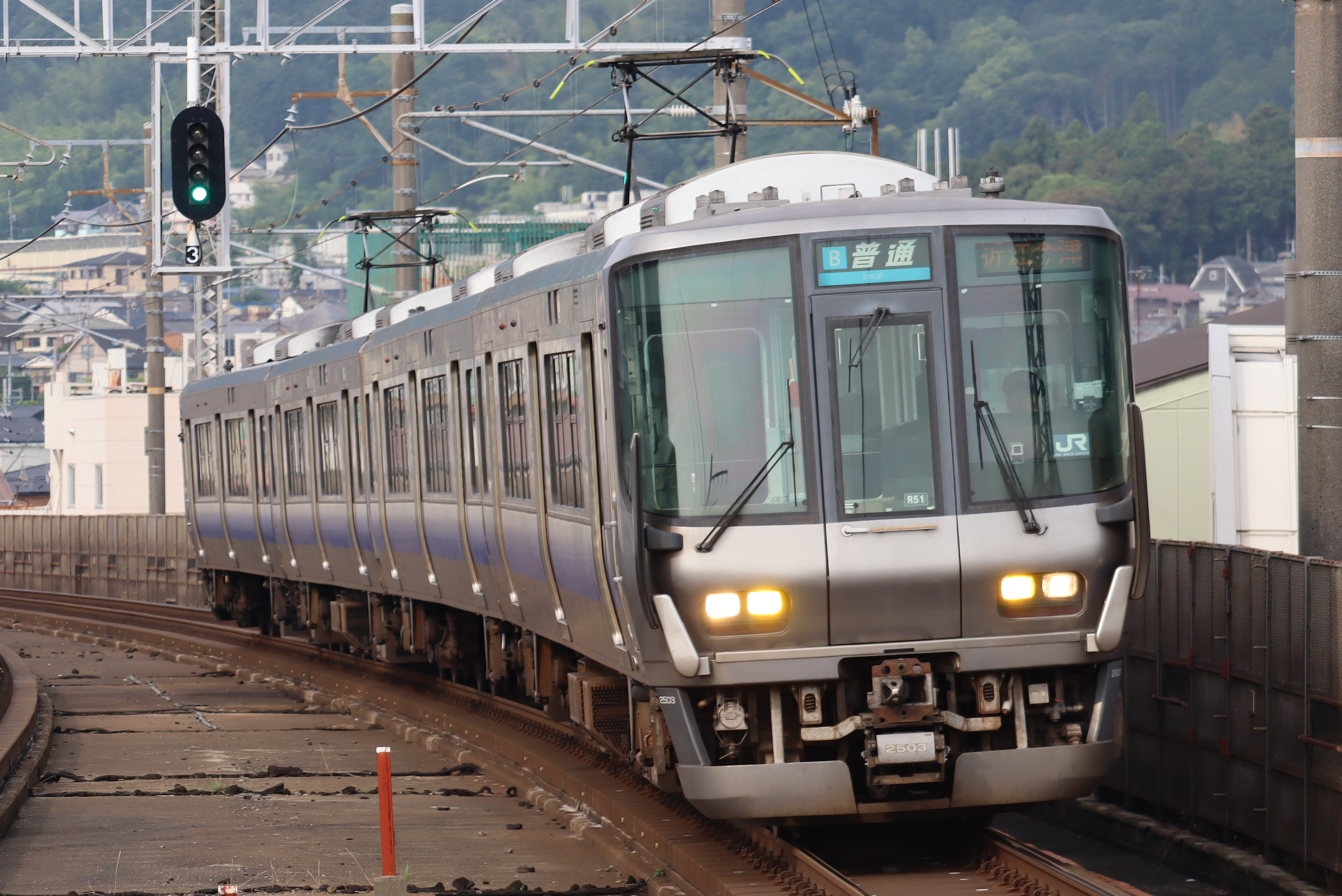
223系2500番台
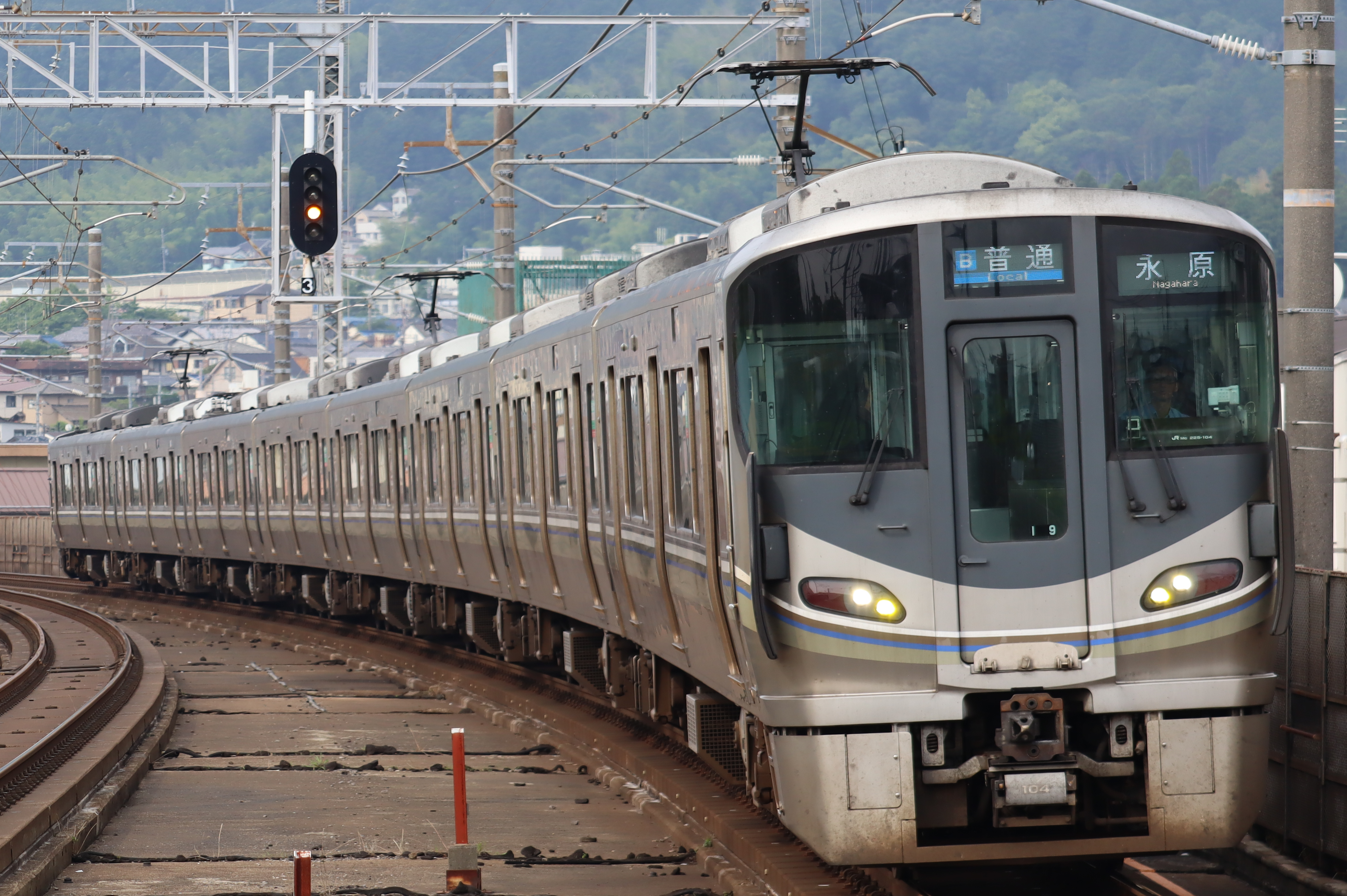
225系
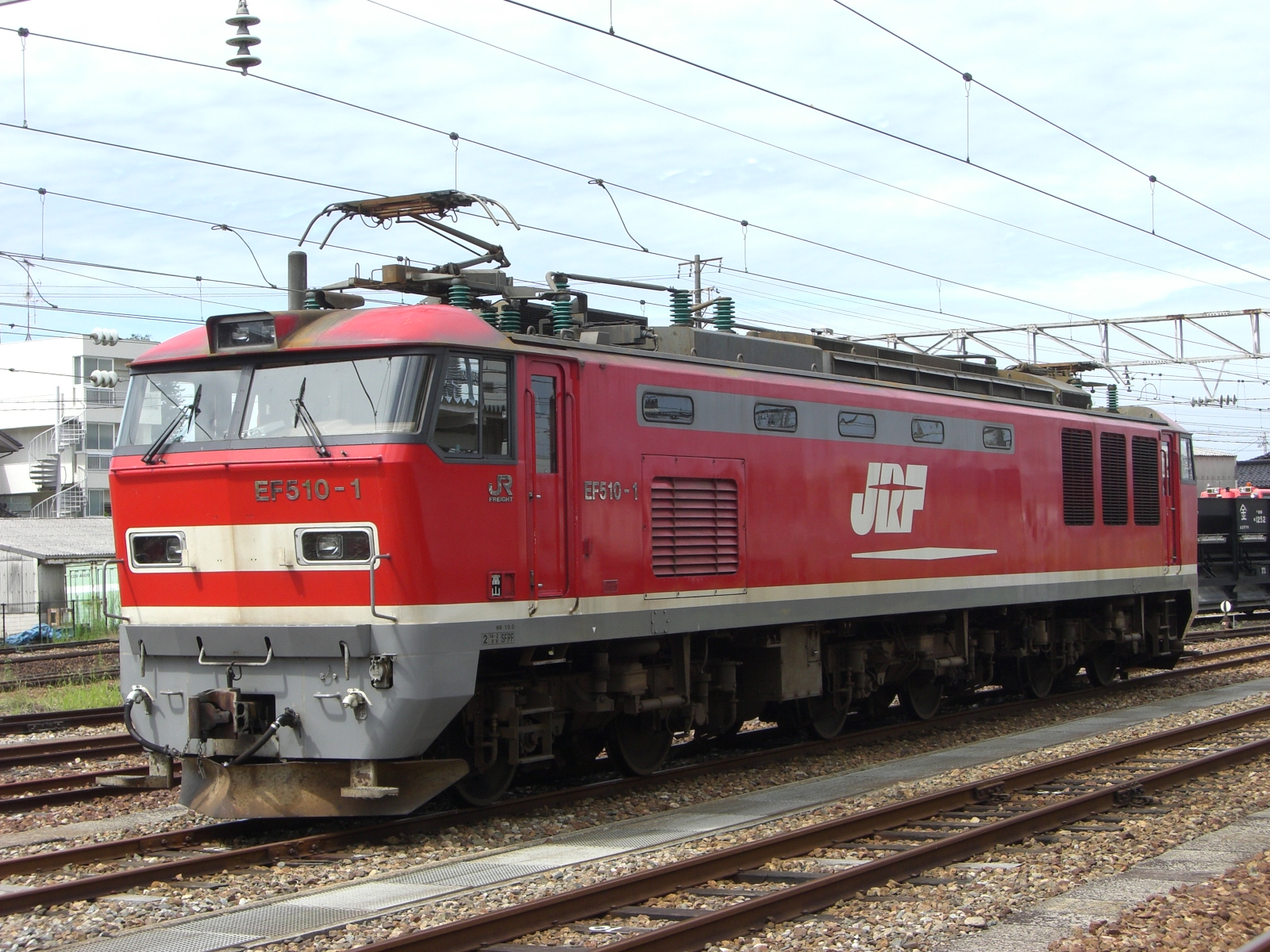
EF510形電力機車

### 過去使用車輛
特急・急行列車
- 485系電車 - L特急「雷鳥」使用。
- 583系電車 - 特急「雷鳥」與臨時急行「青森（あおもり）」、急行「北國（きたぐに）」使用。
- 451系・471系電車 - 急行「立山」使用。
- 24系客車（臥舖特快日暮特快、日本海號列車）
- EF81形電氣機關車 - 「日暮特快」「日本海」的牽引機關車

普通列車
- 113系電車
  - 湖西線開業時113系700番台登場。亦有對應寒帶地方的半自動門，曾是湖西線的主力列車。
- 117系電車
  - 跟113系同樣設有對應寒帶地方的半自動門。

201系電力動車組曾經在湖西線上使用，但現在已無定期班次行走。還有，有「麵包電車」之稱的419系電力動車組，以及急行形475系電力動車組，於1991年開始在近江今津以北使用，但在湖西線電力改為直流電後的改點起已經無定期班次行走。

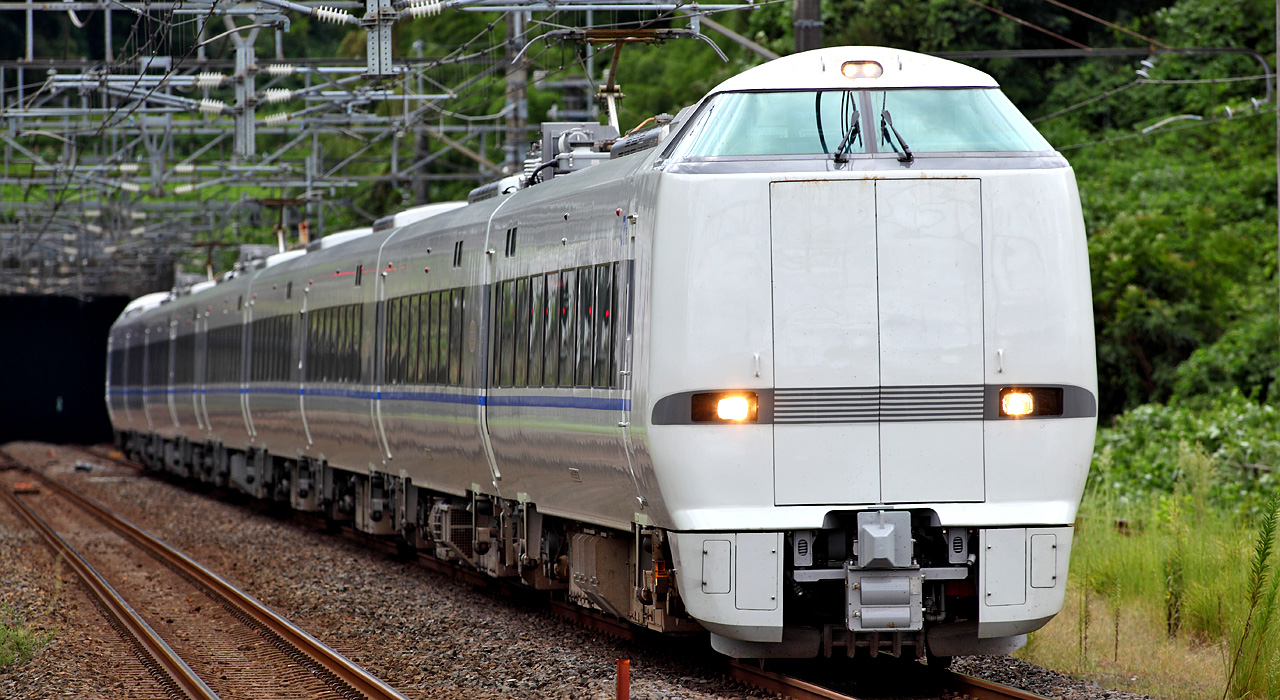
683系4000番台電車雷鳥（雄琴溫泉站）
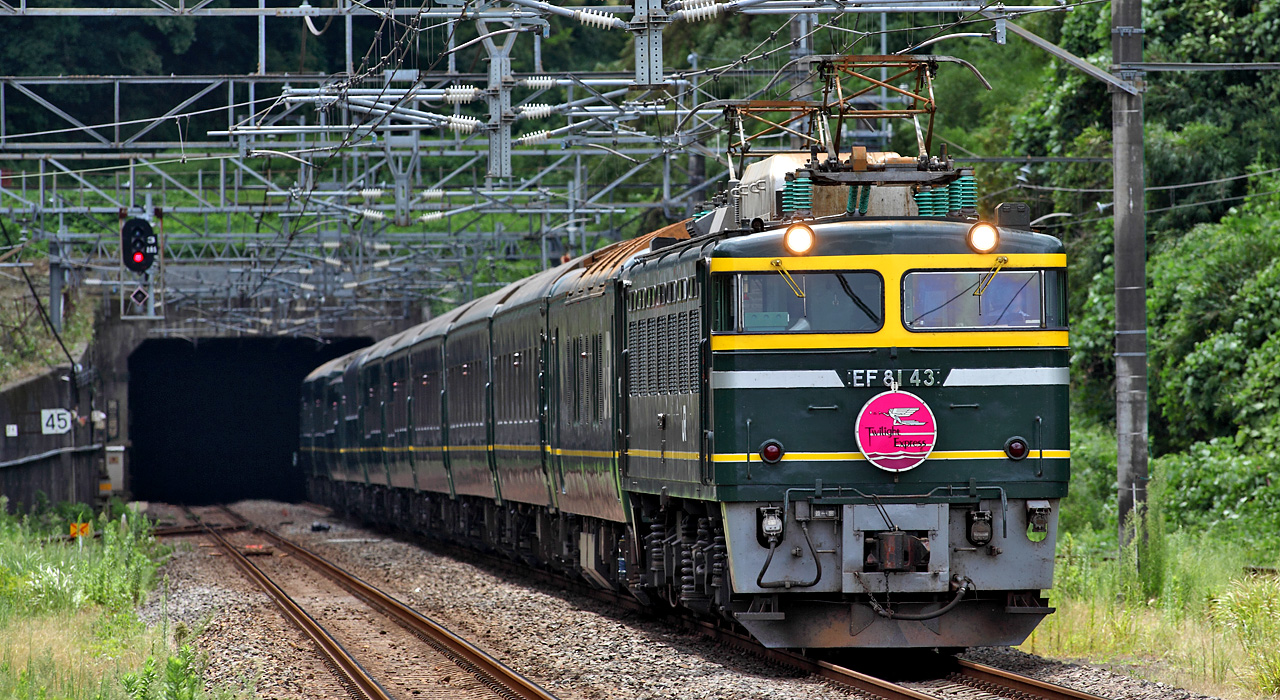
日暮特快（雄琴溫泉站）
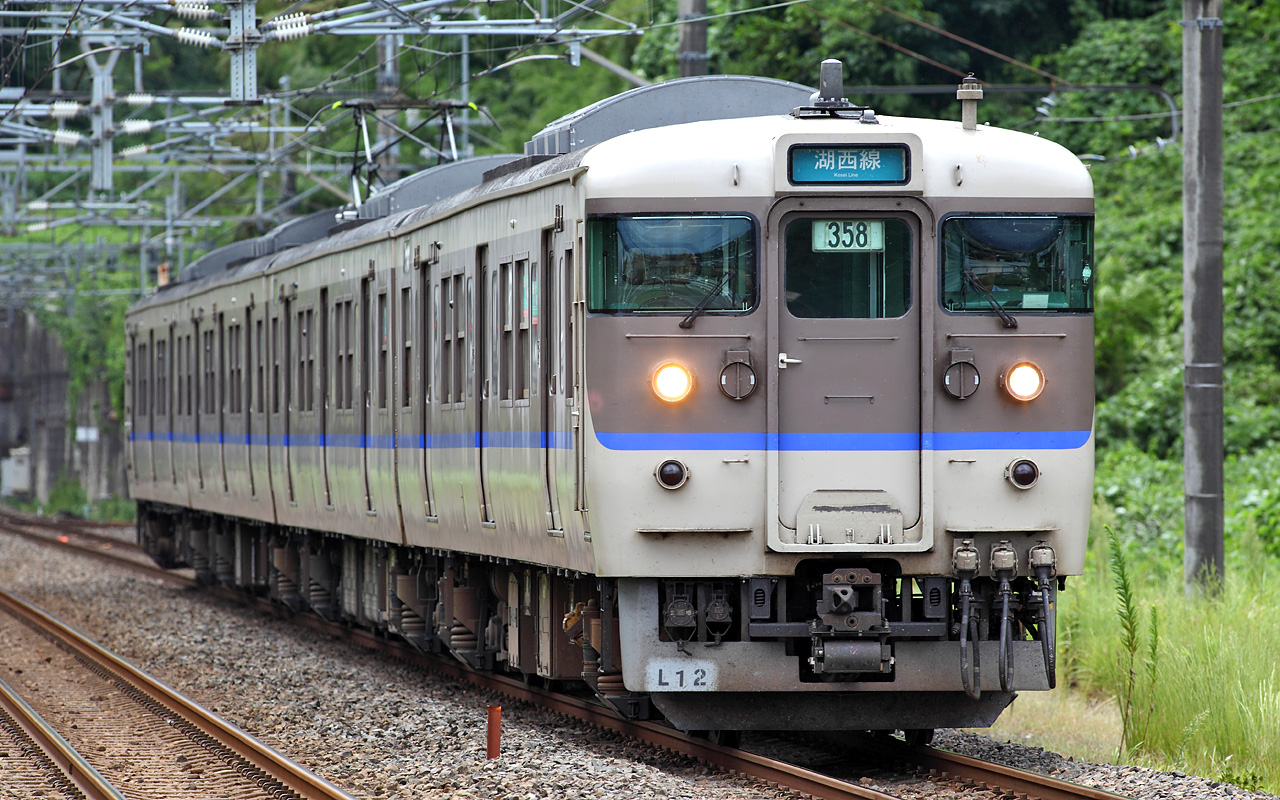
113系電車（雄琴溫泉站）
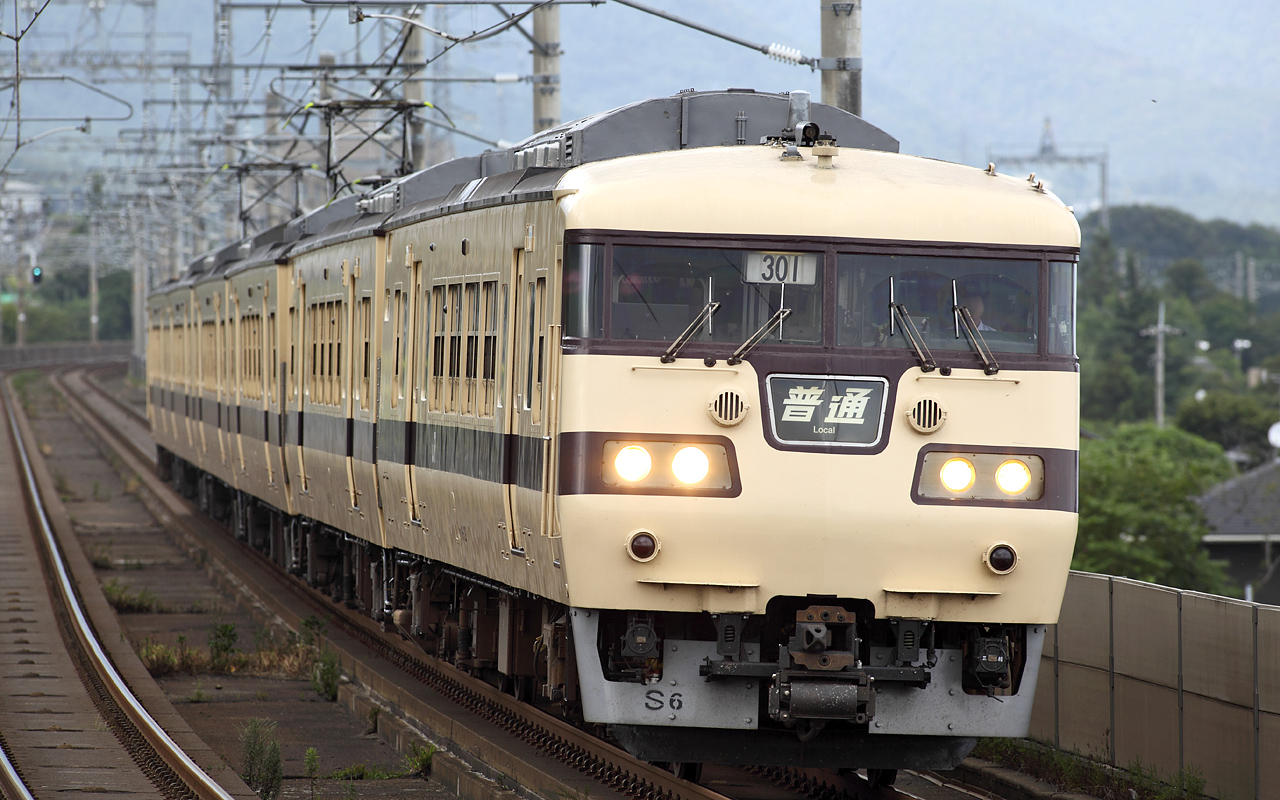
117系電車（蓬莱站）
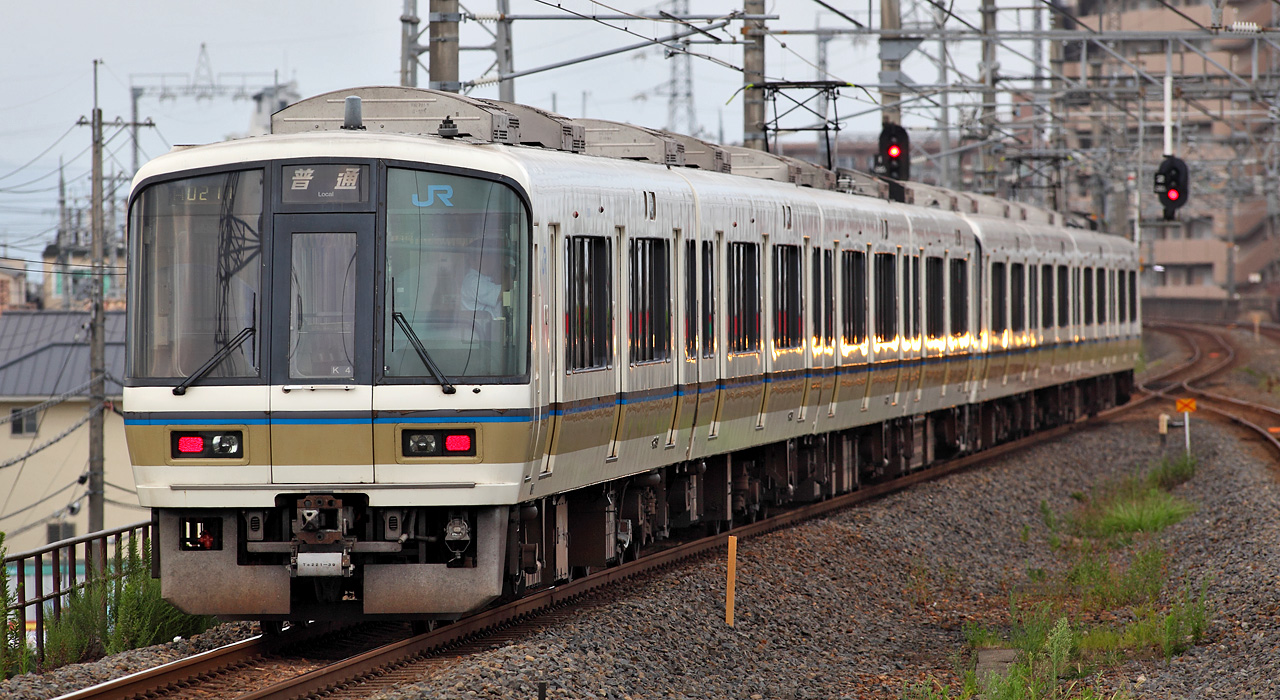
221系電車（堅田站）
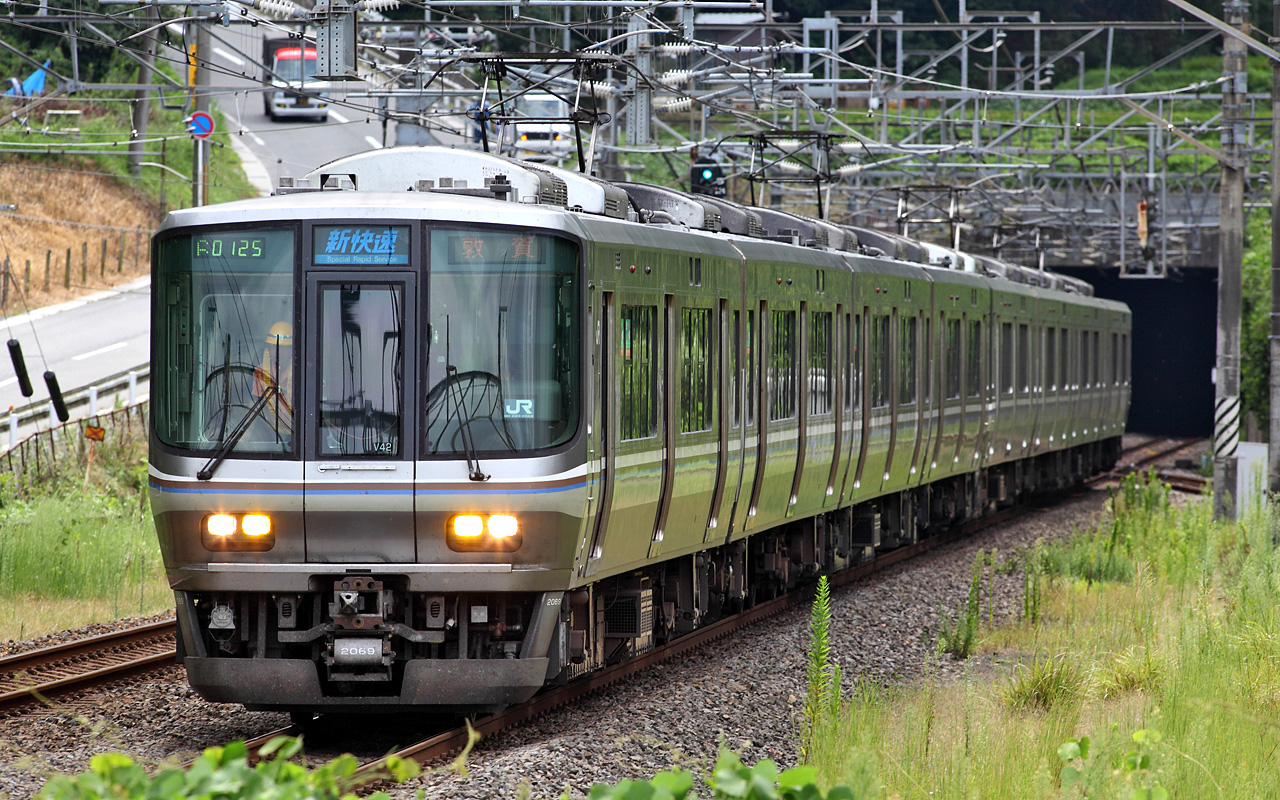
223系2000番台電車（雄琴溫泉站）
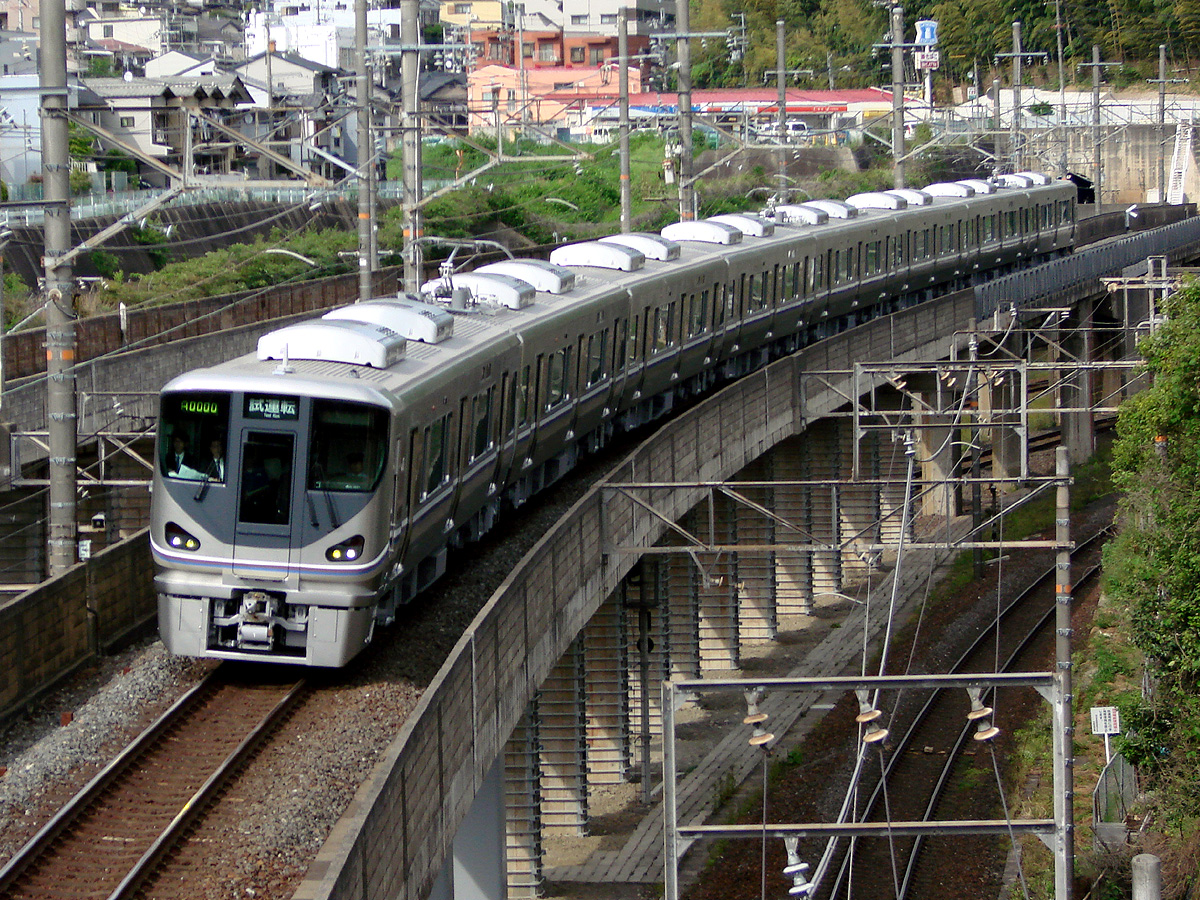
225系0番台電車（山科站 - 大津京站間）

## 歷史
湖西線是作為大阪、京都與北陸方面連結的捷徑而建設，比繞經東海道本線至米原車站進入北陸本線可節省時間。原來的濱大津站 - 近江今津站間有地方資本的江若鐵道開業，計劃路線時並行的江若鐵道成為問題點而決定廢止。最終江若鐵道於1969年10月鐵道事業廢止後，改名江若交通。

### 年表

#### 湖西線開業前
- 1922年（大正11年）4月11日：濱大津 - 三宅（現在的小濱線上中站）間編入國鐵予定線。
- 1962年（昭和37年）5月31日：濱大津 - 塩津間成為國鐵調査線。
- 1964年（昭和39年）6月25日：山科 - 沓掛間昇格為國鐵工事線。
- 1966年（昭和41年）12月28日：山科 - （暫稱）北大津（現在的大津京站）間、近江今津 - 近江塩津間第一次認可。
- 1967年（昭和42年）1月12日：湖西線開工儀式於皇子山總合運動公園舉行。
- 1969年（昭和44年）11月1日：江若鐵道線濱大津站 - 近江今津站間廢止。
- 1974年（昭和49年）6月13日：列車集中制御裝置（CTC）導入[17]。

#### 湖西線開業後
- 1974年（昭和49年）
  - 7月20日：山科站 - 近江塩津站間（74.1km）開業。新快速至堅田站9往復、普通23往復、臨時列車12往復、近江今津站 - 敦賀站間3往復[18]。
  - 10月1日：湖西線的貨物列車開始運行[19]。
- 1975年（昭和50年）3月10日：大阪站 - 北陸、東北間的特急與急行「立山」改經過湖西線。
- 1986年（昭和61年）11月1日：新快速於線内各站停車，運行區間延長至近江舞子站。
- 1987年（昭和62年）4月1日：國鐵分割民營化由西日本旅客鐵道繼承。日本貨物鐵道成為全線的第二種鐵道事業者。
- 1988年（昭和63年）12月4日：小野站開業。
- 1989年（平成元年）3月11日：新快速列車不再延長運行至近江今津站。京都方增加113系4節車廂編成的普通列車，近江今津站 - 永原站間3往復増發。
- 1991年（平成3年）9月14日：北陸本線米原站 - 長濱站間改為直流電，運用車輛變更，永原站 - 近江塩津站間的普通列車由柴聯車變為交直兩用電車。近江今津站 - 近江塩津站間平均縮短約10分鐘，近江塩津站站内配線變更，長濱方向的直通列車開始運行。
- 1994年（平成6年）9月4日：叡山站改稱比叡山坂本站。
- 1996年（平成8年）3月16日：新快速再次於京都站 - 近江舞子站間快速運行、運行區間延長至近江今津站（最後1往復為永原站）。
- 1997年（平成9年）3月8日：夕方18時京都發永原行普通1班變更為快速（停車站與新快速相同），與大阪方向之新快速接續。
- 1999年（平成11年）2月26日：山科站 - 小野站之各站可以使用「Jthrough卡（Jスルーカード）」。
- 2002年（平成14年）
  - 3月23日：和邇站 - 近江舞子站之各站可以使用「Jthrough卡」。雄琴站（現在的おごと溫泉站）成為快速的停車站。
  - 12月2日：女性專用車廂導入[20]。
- 2003年（平成15年）
  - 10月1日：站內喫煙區廢止[21]。
  - 11月1日：山科站 - 近江舞子站各站導入IC卡「ICOCA」。
- 2004年（平成16年）10月16日：朝早的新快速1往復運行區間延長至永原站，永原站發着的新快速變為2往復。
- 2006年（平成18年）
  - 9月24日：永原站 - 近江塩津站間由交流電化變更為直流電。
  - 10月21日：新快速・快速延長至敦賀站，湖西線全區間運行。北小松站 - 近江塩津站間各站可以用IC卡「ICOCA」[22]。
- 2008年（平成20年）3月15日：西大津站改稱大津京站、雄琴站改稱おごと溫泉站[23]。
- 2009年（平成21年）7月1日：山科站 - 永原站間各站月台的喫煙區廢止，全面禁煙[24]。
- 2010年（平成22年）12月1日：組織改正、由京都支社管轄變更為近畿統括本部管轄[25]。
- 2011年（平成23年）
  - 1月27日：永原站站内折返的列車因積雪而脱軌[26]。
  - 3月16日：近江塩津站構内ATS-P開始使用[27]。
  - 3月19日：北小松站 - 永原站間ATS-P開始使用[27]。
  - 3月23日：山科站 - 北小松站間ATS-P開始使用[27]。
  - 4月18日：女性專用車廂毎日、全日設定[28]。

## 車站列表
為方便起見，山科側所有列車都直通至東海道本線京都站－山科站間，近江鹽津側的所有列車都直通至北陸本線近江鹽津站－敦賀站間也一併記載。
- ：特定都區市內制度下「京都市內」的車站
- 标记“#”的车站为可供列车待避的车站
- 累计营业距离自近江盐津站起计算
- 停靠站
  - 普通…停靠所有車站
  - 快速、新快速…●的車站停靠，｜的車站通過，※的車站只限「湖西Leisure號」臨時停靠
    - 只限平日運行的近江舞子開的快速至京都站為止作為普通運行

  - 特急「雷鳥」…參見列車條目。
- 車站編號自2018年3月起引入[29]

| 路線名稱   | 車站編號   | 中文站名 | 日文站名 | 英文站名 | 站間營業距離 | 山科起計 營業距離 | 快速 | 新快速 | 接續路線 | 所在地 | 所在地        |
| ---------- | ---------- | -------- | -------- | -------- | ------------ | ----------------- | ---- | --- | --- | ------ | ------------- |
| 東海道本線 | JR-B31     | 京都     |          |          | -            | 5.5               | ●    | ● | 西日本旅客鐵道： 東海道本線（JR京都線）、 山陰本線（嵯峨野線）、 奈良線 東海旅客鐵道： 東海道新幹線 近畿日本鐵道： 京都線 京都市營地下鐵： 烏丸線 | 京都府 | 京都市 下京區 |
| 東海道本線 | JR-B30     | 山科     |          |          | 5.5          | 0.0               | ●    | ● | 西日本旅客鐵道： 東海道本線（琵琶湖線） 京都市營地下鐵： 東西線 京阪電氣鐵道： ■ 京津線（大津線） ⇒京阪山科                                       | 京都府 | 京都市 山科區 |
| 湖西線     | JR-B30     | 山科     |          |          | 5.5          | 0.0               | ●    | ● | 西日本旅客鐵道： 東海道本線（琵琶湖線） 京都市營地下鐵： 東西線 京阪電氣鐵道： ■ 京津線（大津線） ⇒京阪山科                                       | 京都府 | 京都市 山科區 |
| JR-B29     | 大津京#    |          |          | 5.4      | 5.4          | ●                 | ●    | 京阪電氣鐵道： ■ 石山坂本線（大津線） ⇒京阪大津京                                                               | 滋賀縣 | 大津市 |               |
| JR-B28     | 唐崎       |          |          | 3.1      | 8.5          | ｜                | ｜   | | 滋賀縣 | 大津市 |               |
| JR-B27     | 比叡山坂本 |          |          | 2.6      | 11.1         | ●                 | ●    | | 滋賀縣 | 大津市 |               |
| JR-B26     | 雄琴溫泉#  |          |          | 3.4      | 14.5         | ●                 | ｜   | | 滋賀縣 | 大津市 |               |
| JR-B25     | 堅田#      |          |          | 3.2      | 17.7         | ●                 | ●    | | 滋賀縣 | 大津市 |               |
| JR-B24     | 小野       |          |          | 2.1      | 19.8         | ｜                | ｜   | | 滋賀縣 | 大津市 |               |
| JR-B23     | 和邇       |          |          | 2.7      | 22.5         | ｜                | ｜   | | 滋賀縣 | 大津市 |               |
| JR-B22     | 蓬萊       |          |          | 2.4      | 24.9         | ｜                | ｜   | | 滋賀縣 | 大津市 |               |
| JR-B21     | 志賀       |          |          | 2.4      | 27.3         | ｜                | ※    | | 滋賀縣 | 大津市 |               |
| JR-B20     | 比良       |          |          | 2.7      | 30.0         | ｜                | ｜   | | 滋賀縣 | 大津市 |               |
| JR-B19     | 近江舞子#  |          |          | 2.2      | 32.2         | ●                 | ●    | | 滋賀縣 | 大津市 |               |
| JR-B18     | 北小松     |          |          | 2.3      | 34.5         | ●                 | ●    | | 滋賀縣 | 大津市 |               |
| JR-B17     | 近江高島   |          |          | 6.4      | 40.9         | ●                 | ●    | | 滋賀縣 | 高島市 |               |
| JR-B16     | 安曇川     |          |          | 4.1      | 45.0         | ●                 | ●    | | 滋賀縣 | 高島市 |               |
| JR-B15     | 新旭       |          |          | 3.3      | 48.3         | ●                 | ●    | | 滋賀縣 | 高島市 |               |
| JR-B14     | 近江今津#  |          |          | 4.9      | 53.2         | ●                 | ●    | | 滋賀縣 | 高島市 |               |
| JR-B13     | 近江中     |          |          | 4.8      | 58.0         | ●                 | ●    | | 滋賀縣 | 高島市 |               |
| JR-B12     | 牧野       |          |          | 3.2      | 61.2         | ●                 | ●    | | 滋賀縣 | 高島市 |               |
| JR-B11     | 永原#      |          |          | 7.1      | 68.3         | ●                 | ●    | | 滋賀縣 | 長濱市 |               |
| JR-B10     | 近江鹽津   |          |          | 5.8      | 74.1         | ●                 | ●    | 西日本旅客鐵道： 北陸本線（米原方向）                                                                           | 滋賀縣 | 長濱市 |               |
| JR-B10     | 近江鹽津   | 北陸本線 |          | 5.8      | 74.1         | ●                 | ●    | 西日本旅客鐵道： 北陸本線（米原方向）                                                                           | 滋賀縣 | 長濱市 |               |
| JR-B09     | 新疋田     |          |          | 7.8      | 81.9         | ●                 | ●    | | 福井縣 | 敦賀市 |               |
| JR-B08     | 敦賀       |          |          | 6.7      | 88.6         | ●                 | ●    | 西日本旅客鐵道： 北陸新幹線、小濱線 Hapi-line Fukui：Hapi-line Fukui線 日本貨物鐵道：北陸本線貨物支線（休止中） | 福井縣 | 敦賀市 |               |